# O Marxismo dará Saúde aos Doentes
O marxismo dará saúde aos doentes é uma pintura de Frida Kahlo. A data de criação é 1954. Está localizada em Frida Kahlo Museum.

## Descrição e análise
A obra foi produzida com tela de fibras, tinta a óleo. Suas medidas são: 76 centímetros de altura e 61 centímetros de largura. Passou por uma restauração, financiada pelo governo alemão, em 2009.
Nela, Kahlo aparece libertando-se de suas muletas, no centro da tela. Ela também tem um espartilho de ferro (aludindo ao que ela usou após um grave acidente) e apoia-se em algumas mãos (que representam o marxismo curando-a). Também encontramos a águia dos EUA e o próprio Karl Marx afogando-a. Há ainda a representação de dois países em vermelho, a URSS e a China.
A imagem mostra que o único caminho para um mundo melhor é o marxismo, que curou a pintora, que se liberta das muletas e que é capaz de destruir a alma do capitalismo, assim, curando o mundo. A obra imagem expõe a ideia de que a libertação que o marxismo traz é absoluta, libertando a todos e a ela, de seu próprio sofrimento.